# Poiana leightoni
Poiana leightoni is een zoogdier uit de familie van de civetkatachtigen (Viverridae). De wetenschappelijke naam werd gepubliceerd door Pocock in 1908.

## Voorkomen
De soort komt voor in Ivoorkust en Liberia.